# 長身馬鰏
長身馬鰏（学名：Equulites elongatus），又名長鰏、長身鰏、金錢仔，为鰏科馬鰏屬下的一个种。

## 扩展阅读
- 維基物種上的相關：長身馬鰏